# IC 2386
IC 2386 је појединачна звијезда у сазвјежђу Рак која се налази на листи објеката дубоког неба у Индекс каталогу.
Деклинација објекта је + 25° 48' 23" а ректасцензија 8h 34m 43,9s.